# Liinamäe
Koordinaten: 57° 51′ N, 27° 24′ O
Liinamäe ist ein Dorf (estnisch küla) im Südosten Estlands. Es gehört zur Landgemeinde Võru im Kreis Võru (bis 2017 Landgemeinde Orava im Kreis Põlva).

## Beschreibung
Das Dorf hat drei Einwohner (Stand 31. Dezember 2011).
Durch den Ort fließen die Bäche Tuderna oja und Liinamäe oja.